# Sachsenspiegel
El Sachsenspiegel (literalment “Mirall Saxó”, en alemany mitjà: Sassen Speyghel, en baix alemany: Sassenspegel) és el llibre de Dret i de costums més important del Sacre Imperi Romanogermànic a l'Edat Mitjana. Va ser escrit cap a 1220 com un registre de l'existent llei costumària i va ser usada en algunes parts d'Alemanya fins al 1900, també és un dels exemples més primerencs de la prosa en alemany, essent el primer document legal llarg escrit en un idioma germànic continental en lloc de llatí.
La influència del Sachsenspiegel, es pot trobar en el Dret alemany modern, per exemple en les lleis de l'herència.

## Còpies existents

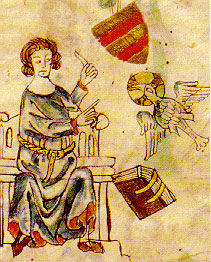
Eike de Repgow, del d'Oldenburg

Quatre dels set manuscrits originals il·lustrats encara es conserven. S'anomenen segons les localitats actuals on es troben: Heidelberg, Oldenburg, Dresden, i Wolfenbüttel, i daten d'entre 1295 i 1371.